# Viinijärvi (sjö i Ilomants)
Viinijärvi är en sjö i Finland. Den ligger i kommunen Ilomants i landskapet Norra Karelen, i den sydöstra delen av landet, 400 km nordost om huvudstaden Helsingfors. Viinijärvi ligger 148,9 meter över havet. I omgivningarna runt Viinijärvi växer i huvudsak blandskog. Den är 6,9 meter djup. Arean är 2,18 kvadratkilometer och strandlinjen är 12,98 kilometer lång. Sjön  ingår i Vuoksens huvudavrinningsområde. 